# 1996 في كوريا الجنوبية
فيما يلي قوائم الأحداث التي وقعت خلال عام 1996 في كوريا الجنوبية.

## رياضة
- 1 يناير – كأس الاتحاد الكوري الجنوبي 1996 الفائز بوهانغ ستيلرز.

## مواليد

### يناير
- 16 يناير – جيني كيم مغنية كورية.[1]
- 26 يناير – هوانغ هي-تشان لاعب كرة قدم كوري جنوبي.[2]

### مارس
- 4 مارس – هولاند

### مايو
- 19 مايو – هيون تشونغ لاعب تنس كوري جنوبي.
- 27 مايو – كيم جاي هوان مغني كوري جنوبي.

### يوليو
- 1 يوليو – تشوي مي-سن نبّالة كورية جنوبية.
- 19 يوليو – أو ها يونغ مغنية كورية جنوبية.[3]

### أغسطس
- 19 أغسطس – ييرين مغنية كورية جنوبية.

### سبتمبر
- 2 سبتمبر – سونغ ها جونغ[4]
- 3 سبتمبر – جوي ممثلة كورية جنوبية.[5]
- 17 سبتمبر – تشوي يونغ جاي مغني كوري جنوبي.
- 23 سبتمبر – إي ها إي مغنية كورية جنوبية.

### نوفمبر
- 1 نوفمبر – جونغيون مغنية كورية جنوبية.

### ديسمبر
- 10 ديسمبر – كانغ دانييل مغني كوري جنوبي.

## وفيات

### فبراير
- 9 فبراير – يون تشي يونغ (مواليد 1898)

### سبتمبر
- 5 سبتمبر – ميسا يامامورا (مواليد 1931) روائية يابانية.

### ديسمبر
- 9 ديسمبر – لي كي جو (مواليد 1926) لاعب كرة قدم كوري جنوبي.